# Thân vương quốc Akhaia
Công quốc Akhaia (tiếng Latinh: Achaiae Principatus, tiếng Hy Lạp: Πριγκιπάτο της Αχαΐας) là một trong ba lãnh thổ ủy trị của Đế quốc Latin được thành lập trong khu vực Hi Lạp sau cuộc Thập tự chinh lần thứ tư, án ngữ bán đảo Peloponnesos và một số pháo đài ở phía Tây Nam Thổ Nhĩ Kỳ ngày nay.